# 時効警察の登場人物
時効警察の登場人物では、ドラマ『時効警察』および『帰ってきた時効警察』の登場人物について説明する。
本項では便宜上、『時効警察』を「第1シリーズ」、『帰ってきた時効警察』を「第2シリーズ」、『時効警察はじめました』を「第3シリーズ」と記す。

## 総武警察署
年齢は第1シリーズ時点。
第2シリーズは前作の最終話から1年が経過しており、スペシャル・第3シリーズは前作の最終話から12年が経過している。

### 時効管理課
霧山修一朗（きりやま しゅういちろう）
演 - オダギリジョー
本作の主人公。総武警察署時効管理課で捜査資料の管理を担当する警察官。30歳。階級は巡査部長。1975年10月23日生まれ。
あだ名は「ポツネン」「きりたん」。大学にはストレートで入学した。
一人称は基本的に「僕」であるが「俺」と呼んだ事もある。
好物は素うどんと白いご飯。「ソーセージは曇りの日に食べた方がおいしい」や「パンの味がしなくなる」という理由でパンにはジャムやバターをつけないなど独特のこだわりがある。
又来に「無趣味な男はケツの穴が小さい」とからかわれたことをきっかけにして、時効事件の捜査を趣味とすることになる。
基本的には平和主義者。しかし「日曜日にメガネをかけるのはイギリス人っぽい」「逃避行は東北以外にはあり得ない（しかし山陰でも可）」「イノシシはサッカーはしてもバレーはしない」などの謎のセリフ、独特な価値観、イマイチ分からない喩え話など、つかみ所がない。
警察官ひいては人としての芯はしっかりしている（万引きした女子高生を説得する、犯人に恋心を抱き時効にしようとした十文字を一喝する、など）。
若さには固執しておらず、「歳は取るからこそいい」と断言している（高校の同級生は20歳で卒業した時のまま成長していない）。
幽霊の類は「夜に怖くてトイレに行けなくなるから信じないようにしている」とのこと。
「ふん!」「フッ!」など、笑い方が奇妙である。第3シリーズから謎がひらめいた際は「ダスン」（「バフン」と似たような言葉を含む）と、独特な擬音を発するようになっている。
発汗による外見上のわずかな変化、話し方の癖などの細かな点から相手の発言の真偽を見極められるほどの洞察力を持っている。推理力は確かなもので多くの未解決事件を真相までたどり着いている。
劇中では滝口順平やドラえもんのモノマネをしながら拾った竹の棒で1人で釣りをしていた（第1シリーズ第六話）。
三日月には強い好意を示されているが、鈍いのか意図的にか、距離を縮めようとはしない。
TVの業界用語をすぐに覚えて職場でも使用する（ただし、捜査終了後はすぐ忘れる）など順応性は高いが、流行や時事には疎い。
携帯電話の着信音は、第1シリーズでは「時効警察のテーマ」（回によって変わっていることもある）、第2シリーズでは「黒電話」。
第1シリーズ最終回の後は捜査資金が尽きたために趣味を中断、第2シリーズ第一話までは特に何もなく過ごしていたが「新人警察官の真加出が配属され、彼女がビギナーズラックねらいの馬券を三日月の手違いによって5万円一点買いし、それが的中する」というミラクルな経緯で大金が手に入り、再び趣味に手を染めることになった。
住所は第1シリーズでは総武市土竜坂3-24-6 102号、第2シリーズでは総武市土竜坂2-42-6、第3シリーズでは総武市大猩ヶ平3-10-13。本籍地は鰐江市大野町2-8。家族構成は父：修治、母：由美（本人は長男）。
第2シリーズ終了後、政府の派遣事業のメンバーに選ばれてアメリカのFBIに出向する。顔の髭は伸ばし続けた。
第3シリーズにて帰国。再び時効管理課に配属される。FBI時代に伸ばし続けた髭は再配属のあいさつを済ませた後に剃った。
又来（またらい）
演 - ふせえり
時効管理課の警察官。38歳。離婚歴があり、鑑識課の又来康知は息子（第1シリーズ、第2シリーズでは小学生）。階級は警部補。
霧山に時効事件の捜査を始めさせるきっかけを作った人物。「ポツネン」のあだ名の生みの親。霧山に負けず独特な価値観の持ち主。
気まぐれに霧山の趣味に協力する（第1シリーズ最終回、第2シリーズ第一話）が、暇を持て余すあまり霧山の仕事を邪魔することもある。
第2シリーズでは頻繁に「〜だオォォォイ!」と語尾を高くするが、「最近近所に住みついた南国の鳥の真似」らしい（他にも「ブルース・リー好きのカエルちん」「ウサギのためちゃん」などの動物モノマネが得意）。
時折自らを「俺」と呼んでいる。
十文字からはさん付けで呼ばれるが、大抵は無茶ぶりや意味不明な同意を求められているだけ。十文字のことは「『可哀想』がコート着て歩いてる」と表現するほど疎ましく思っており、何回机に叩きつけられたのかを黒板に正の字で記録している。
毎回時効管理課には奇妙な話題を持ち込んでくる（通夜の受付をやっている自分の目の前にショッカーが現れて団体職員と書いていくという夢を見る、など）。
ツッコミとボケの両方を目まぐるしく担当し、暴走する熊本を抑えるのが主な役割。
真面目に仕事をしているときのみ、バンダナをねじり鉢巻のようにつけている。
ヨガをやると身体から「ナシ!」という音がするらしい。
以前はママさんバレーに参加していたらしい。
『線路は続くよどこまでも』が大嫌い（というより線路の臭いが嫌い）。
第3シリーズでは離婚歴が3度になっている。相変わらずボケとツッコミを目まぐるしく担当しており、「～だオォォォイ!」の語尾も健在。超能力までを身につけている。十文字からは「先生」と呼ばれるようになっている。
サネイエ
演 - 江口のりこ
時効管理課の警察官。24歳。階級は巡査。3月生まれ。特技はUFOキャッチャー、ガムを口の中で正月飾りのように結ぶこと。総武市のビバリーヒルズ・甲府町の出身。総武市今川北町在住。苦手科目は算数。
家族構成は母（根上彩）と妹2人（渡利真衣・池田遙）が確認されている（父親に関しては未登場で不明）。
小学生の時からまったく容姿が変わっていない。表情が乏しいため、何を考えているのか分からない。
いつも同僚たちには冷静に対応。騒ぐ又来や熊本に冷ややかで的確なダメ出しを突きつけるのが主な役割（三日月への容赦ないツッコミ、ドンヨリ空気感の転換目的第一声の役回り、ユルい悪ノリなども担当）だが、差し入れのコロッケに対しては、他人より多めに確保する。
又来とは夕食を一緒に食べる仲（第1シリーズ）だが、ときどき会計の仕方でケンカをしている。
かつては本郷高志に憧れ、ギターを3本壊したらしい。
第1シリーズ終了から約1年間という年月に何があったのかは語られていないが、第2シリーズでは表情は乏しいながらも「私だって跳んでみたいんですよっ」と「自分の殻を破ろう宣言」をするなどキャラが多少変貌しており、小学生に「おばさん」と呼ばれて「お姉さん」と訂正するなど、年齢を気にしている様子も見られる。
いつも見る夢はハッピーな内容らしい。
又来と同じく、『線路は続くよどこまでも』が大嫌い。
又来とケンカをし、食堂でたまたま前に座ったのがきっかけで、諸沢に好意を寄せている。
第3シリーズでは結婚しており、名字が「サネヨシ」に変わっている（が、夫の顔は誰も知らない。熊本曰く「結婚式もしていない」）。妊娠中のため、胎教に気を遣って驚かないようにしている。私服はヒッピー調。
真加出（まかで）
演 - 早織（第2シリーズ当時：小出早織）（第2シリーズ・SP）
新卒警察官。
アクの強い時効管理課の面々の中にあって、新人らしい真面目さと純粋さを持つが、変人の片鱗は十分に見られる（配属初日からすんなりと面々のノリについていっているあたり）。
何気ない発言が霧山の捜査の貴重なヒントになることもある。
母親は上京して定食屋「早め亭（旧多め亭）」を経営しているが、本人はそのことを知らない。彼氏は外国人。
「いつでも捨てられる紙袋の方が好き」という理由から紙袋を愛用しており、しかも、どこで手に入れているのかツッコミを入れたくなるような煙草銘柄（『時効警察』の真加出の紙袋の項を参照）ばかり。
「女の一人暮らしはやることが無くて困る」という理由から始めた暇つぶしの紙切りの腕前は初心者とは思えないほど見事なもの（披露したのは抱負である「こんちくしょう精神」と十文字のノリ具合を表した「無茶な乗り突っ込み」）。
冤罪と漢字で書ける、デジャヴの意味を正確に説明できるなど非常に賢い。一方、お近付きの印にはミカンの缶詰を贈る、過去にはテトラポッドを個人的に購入しようとした、オチのない話をする、霧山に対しては「趣味に生きている」という印象を持つなど、どこか変な部分も持っている。
時折、書き物をしていると思い出し笑いをして周囲をモヤモヤさせている。
SP時点で時効管理課を離れており、県警総務部に所属。県警で久しぶりに三日月と会った際にpeaceの紙袋を持っていた。もうすぐ結婚する予定とのこと。
熊本（くまもと）
演 - 岩松了
時効管理課の課長。2月11日生まれ。49歳（第2シリーズ第六話の時点で50歳）。階級は警部。特技は手旗信号。趣味は麻雀。大学生と高校生の子供2人がいる。時効管理課では時効の判子を押す役目も担っている。苦手科目は算数。
「寂水先生シリーズ」や本郷高志の大ファン。それぞれにまつわる様々な品をコレクションしている。
しばしば不敵な笑みを浮かべて三日月や同僚たちを見つめており、時効警察課の主としての威厳はゼロ。何を考えているのか分からない発言・オチのない発言が多く、「なんとなく」な人。
思いつきで行動し、深く考えて行動しない無責任・無秩序男（そのため、毎度又来やサネイエにキツいツッコミを入れられている）。
携帯のストラップは日光東照宮のメダル。
トイレの時間が短く、三日月曰く「意外と早グソ」。
「風邪の時には缶詰を開ける」など、霧山に負けず独特の価値観を持っている。
勤務中の三日月に偶然ラブホテル前で会い、たまたまストラップの日光東照宮のメダルが取れ、それがラブホテルの駐車場内まで転がり、拾って出て来たところを写真に撮られてしまったため、三日月との不倫疑惑が浮上した（第1シリーズ第二話）。
ものまね教室に通っていることが判明した（第2シリーズ第五話）。
張り込み中に、お笑いコント師のラジオ番組に夢中になりすぎて犯人を取り逃したことがある（第3シリーズ第五話）。
十文字のことは「運が半開き」だと思っている（第3シリーズ第七話）。

### 交通課
三日月しずか（みかづき しずか）
演 - 麻生久美子（中学生時代：久野みずき）
交通課所属（階級は巡査部長）。28歳。趣味は華道。猫アレルギー持ち。1977年11月24日生まれ。他の警察官に比べて鮮やかな青色の制服を着ている。
霧山に好意を持っているが、まったく相手にされていない。成り行きで霧山の時効事件捜査のパートナーとなって捜査に協力している。当初は霧山に多少ついていけていなかったが、月日が経つと逆に捜査に同行できることが楽しみになっている（本人曰く「デート」）。何気ない行動が事件解決の鍵となることも多い。
少し騒々しい性格であることは自覚しており、霧山に名前とは正反対だと指摘され、納得してしまった。
霧山が階段から転落して入院した際には、（下北沢らの入れ知恵のせいもあるが）代わりに単独で事件の捜査を行う大活躍を見せた（第2シリーズ第八話）。
強い妄想癖があり、特に霧山関連の妄想が多く、シリーズ中もデートしている夢（第2シリーズ第五・八話）などを度々見ているが、ついに幻覚まで見るようになってしまった（第2シリーズ第二話）。
大食いで高カロリーな食べ物も大量に平らげてしまう（ご飯は必ず山盛り）。中学生時代はふくよかな体型の女子で、あだ名は「関取」。高校3年時に現在と同様の体型になった（第2シリーズ第二話）。
第2シリーズ第四話に登場した卯月玲子とは同級生。15年前に玲子が事件を起こした当時の被害者である七海奈美の記憶を催眠術により忘れていた。
玲子の助手にかけられた催眠術により、本人は術が解けるまで中学生時代からの夢であった歌手として活動することになり（劇中で明らかになっている発表曲は『しゃくなげの花』『月見そばのうた』『たべもの』）、その他に妄想の中ではアルバム『満月』をリリースしているが、霧山には「音痴」と憎まれ口を叩かれた。
第2シリーズで10年ぶりに引っ越した。
第2シリーズでは自分より賢くて若い新卒警官の真加出を当初一方的にライバル視し、第3シリーズでは彩雲をライバル視している。
第2シリーズ第八話にて「霧山君、熊本さんが私を汚れた目で見てる」と発言した。
宝物は霧山が記名・捺印した後にくすねて（別項参照）自分も記名・捺印してある婚姻届。
住所は第1シリーズでは総武市土筆ヶ丘5-3-7、第2シリーズでは総武市月ノ砂漠3-4-2。本籍地は鶴岡市桜ヶ丘1-11。家族構成は父：則夫、母：優子（本人は次女）。
時効管理課の面々（真加出を除く）からは「交通課のお荷物」などと散々な言われようで、常識はあるが、時効管理課の個性の強い面々に毒されたため、回を重ねるごとに最もキャラクターが崩壊している。
第3シリーズでは交通課課長補佐に昇進しており、6年前に刑事課所属の刑事と結婚したものの離婚。現在はひとり暮らし生活に戻っており、未だに霧山から奪った婚姻届を持っている。
『転々』にもゲスト出演している。
下北沢（しもきたざわ）
演 - 大友みなみ（第1・第2シリーズ）
交通課の警察官。
第1シリーズ第八話で下着泥棒事件の被害に遭った。
下記2人と合わせて「交通課3バカトリオ」と呼ばれている。
吉祥寺（きちじょうじ）
演 - 星野奈津子（第1・第2シリーズ）
交通課の警察官。
下北沢とは親友。
下北沢、神泉と合わせて「交通課3バカトリオ」と呼ばれている。
神泉（しんせん）
演 - 永田良輔（第1・第2シリーズ）
交通課の警察官。
上記2人と合わせて「交通課3バカトリオ」と呼ばれている。
女性用化粧品を購入するなど乙女チックな部分を見せる（第2シリーズ第六話）。
浜田山
演 - 内藤理沙（SP・第3シリーズ）
交通課の警察官。おしとやかな性格。
久我山
演 - 田中真琴（SP・第3シリーズ）
交通課の警察官。クールな性格。

### 刑事課
十文字疾風（じゅうもんじ はやて）
演 - 豊原功補
刑事。33歳。霧山と同期。大学受験で三浪したことをコンプレックスに持っている。兵庫県姫路市出身。
10歳までは父親の仕事の関係上、ペルーに在住していたと言ってたがそれは嘘だった。
「刑事課のエース」と呼ばれているが、それは他にロクな刑事がいないため。
超絶なナルシスト。必要以上に格好をつけている。表情にまで格好つけており、普段から、わざと眉間に皺を寄せている。
用もないのに時効管理課へ来ては霧山を小馬鹿にし、又来に八つ当たりしている。
一切悪気がないのが唯一の長所という以外に褒め言葉はない人物。
「刑事の端くれのたしなみ」としてマイ・グラサンを持ち歩いており、トレンチ・コートや靴、靴下にまでこだわっている。
毎度担当する事件を霧山が出したヒントで解決するのがパターンだが、霧山本人がヒントを出したこと自体を忘れているため、まるで自分1人で解決したかのように振舞っている（周囲からは「気の毒がトレンチコートを着て歩いている」と揶揄されている）。
デスクには銅鐸が置いてあり、携帯電話の着メロは『西部警察 PART-II』のテーマ曲「ワンダフルガイズ」。
『踊る大捜査線』の名台詞をマネするなど、刑事ドラマには影響されやすい（本人は無自覚）。
ギャグのセンスはイマイチで、又来や真加出から指摘されている。
よく名前を大文字などと間違えられ、三日月からは「矢吹」と間違えられた（第1シリーズ第7話）。
オレオレ詐欺に引っかかったり、呪文にかかったりする等、騙されやすい。
「犯人の心理を探る」と称してビニール製のコートを羽織り（コート下はランニングシャツにトランクス）、蜂須賀と屋上で日光浴に励んだ（第2シリーズ第八話）。
第2シリーズ最終回では熱血指導員となっており、後輩を指導していた。
身内に、華道をたしなみ、一生独身で過ごした綺麗で可愛いおばがいたらしい。母親はすでに故人。
SPでは再会した霧山をそっくりさんだと思っていた。また、サネイエからは「ボケが底抜けてきている」とツッコまれていた。
男の婚活パーティーに参加し、男のダンディズムを教わった（第3シリーズ第三話）。
時効になった「『ロマ止め』1カット殺人事件」を、時効前の事件直後に蜂須賀とともに捜査に携わった（第3シリーズ第四話）。
蜂須賀（はちすか）
演 - 緋田康人
刑事。38歳。十文字の上司。通称「刑事課の困ったちゃん」。十文字からは「蜂（はち）さん」と呼ばれる。
過去に大きな事件を解決したらしく、本人は「自分の刑事としての一生分の仕事をやり遂げた」と自負している。
特に用も無いのに頻繁に時効管理課には顔を出し、意味もないのに笑っている。
人の話を聞かなくても大丈夫、適当でも大丈夫な人。注意力散漫で非常にいい加減な性格。
18歳の頃は駅のホームで怪しい歌を歌って過ごしていたらしい（第2シリーズ第六話）。
21歳の彼女がいるとのこと（第3シリーズ第一話）。
彩雲真空（あやくも まそら）
演 - 吉岡里帆（SP・第3シリーズ）
新人刑事。十文字の部下。腕を交差して「ガンバリマス!」が口癖の熱血女子。十文字からは人柄を「面白くない」と評されている。
自身が興味を持っている内容を時効管理課に話したことをきっかけにし、熊本が時効事件を思い出して動き出している。
時効事件に興味津々で、十文字の目を盗んでは時効管理課に入り浸っている。第六話では自身で作成した誰にも言いませんよカードを犯人に提示しようとしたが、三日月に阻止された。
毎回時効事件の真相を解き明かす場面には十文字から呼び出しを食らって立ち会えないことが多い（立ち会えても、第三話では途中で迷子になり真相を解き明かす場面を見逃したり、第五話ではADの「タモリさん入られます」の声に敏感に反応して席を外してしまい、霧山が犯人に誰にも言いませんよカードを渡す場面を見逃したりする）。
身体能力が高い、マナー講座での評価が高い、演技力を評価される、など多才で多芸。一方、作成した資料が独特、急に歌い出す、突然少々古いギャグを言う等、変な部分も垣間見せる。

### 他の関係者
諸沢（もろさわ）
演 - 光石研
鑑識課の鑑識官。41歳。趣味はパチスロ。
霧山の時効事件捜査の証拠を有料（たまに無料）で鑑定してくれる（勘違いから結婚した妻に小遣いをもらえないため。たまに値引きしたりタダになったりする）。
よく「町中で見つけた変なもの」を撮影して持ってくる。
霧山の声にだけ反応する地獄耳の持ち主。鑑識課が時効管理課の近くにあるため、大声を出すと「うるさい!」と注意しにやって来る。
オスカー・ワイルドのファンらしく、彼の写真の印刷されたTシャツを持っている。
青春時代はサッカー選手だったらしく、今でも密かにサッカーが好き（寝言で「オシム!」と言うほど）。サッカー好きを発揮している（第2シリーズ第六話）。
SPでは、帰国した霧山と誰とを勘違いして一方的に訳の分からない話をしていた。以前よりも声が大きくなり、口癖は「ごめん! 忘れてくれ!」になっている。
第3シーズンでも霧山にだけ「うるさい!」と注意しにやって来る。
署長
演 - 五王四郎
総武警察署署長。怒ると頭から湯気が出る。その熱気でやかんのお湯を沸かすこともできる。
又来康知
演 - 磯村勇斗（SP・第3シリーズ）
鑑識課のエース。又来の息子。
母と同居している。元ツッパリで親子喧嘩中には口調と服装が乱れる。

## その他
「多め亭」のおばさん → 「早め亭」のおばさん
演 - 犬山イヌコ（第1シリーズ第八話、第2シリーズ第四話）
定食屋「多め亭」の店主。店のメニューの量・値段・日頃の言動など、全てが「多め」。口癖は「多めにね」。青梅出身であることが店名の由来。40歳。
霧山と三日月が訪ねた定食屋の主人。
客は2人なのにお茶を7つ出す、毎日通っていない霧山に「毎日来てくれるから助かる」と発言するなど、「多め」がウリ。
メニューも「豚肉のロースソテーたった二切れ（「二十六切れある」と「多めに」言っていたが実際は十二切れ）」「ほとんど何もない（実際はかなり大根おろしがある）」など、「多め」。
第2シリーズ第四話では定食屋を「早め亭」に改名する。料理・言動・開店・閉店など、全て「早め」（客が来る前から料理を出す、次回来店時のお釣りを渡すなど）。水をこぼす前に布巾を渡したり、客が来る数秒前に料理を出しておくなど、もはや一種の予知能力に近い。口癖は「早めにね」。
実は真加出の母親なのだが、上京して店を開いていることは本人には秘密にしている。店の外では「『早め』ではない」（と本人は言っているが、真加出が彼氏に霧山といるところを目撃されかけたとき、逃げる真加出を先回りしていたりもするため、もはや癖となっている模様）。
霧山を「うちの子には向かない」と結婚相手として不適格の烙印を押し、霧山のことを「尻山」と呼んだ。
真加出が若さ卒業のことを話すと「みんな高校卒業の時、『青春さよなら』って言って、20歳の時も『青春さよなら』って言って、30が来たら『青春、ついにさよなら』って言って、何回も、さよならしてるくせについつい何かの節目がくると、『ああ、ついに青春さよなら』って思う」「40になった時、また改めて、『青春、ついにさよなら』って思った」と述べたらしい。
ロンドン在住の下ぶくれおじさんという兄がいる。
第2シリーズ終了時点で、基本的に一話完結のこのドラマにシリーズ二度に亘って登場し、かつ、きちんとセリフも与えられて活躍したゲストキャラクターは、ほかに林田巡査だけである。
第2シリーズ第四話で三日月が歌う歌の作詞作曲は演じる犬山である。

## 時効警察・各話のゲスト

### 第一話
西総武市における料理学校理事殺人事件 平成3年1月5日発生
笠松ひろみ
演 - 東ちづる
曽根崎大輔の元配偶者。現在は著名な家庭料理研究家。霧山いわく「嘘をつくと髪形が変わる」らしい。
著書は「あれっ? これ作ったの?」「彼氏を落とす最終家庭料理」など。
水岡由起子
演 - 高田聖子
曽根崎大輔の元愛人。15年前、ひろみのアリバイを証言した。
喫煙者（銘柄はキャスターマイルド）である。
訪ねて来た霧山を「セニョール」、三日月を「セニョリータ」と呼んだ。
曽根崎大輔
演 - 木村靖司
15年前に何者かによって刺殺された。ひろみが創めた料理学校の理事だった。
笠松道夫
演 - 岡田正
笠松ひろみの現在の夫。15年前は彼女のアシスタントだった。
笠松士郎
演 - 鈴木宙
笠松ひろみと道夫の息子（中学生）。スポーツ万能で成績も良いが、ギャグがオッサン臭く顔が老けているため、あだ名は「おっさん」。
林田巡査
演 - 笹野高史
15年前の事件を担当した警察官（元刑事、現駐在所勤務）。士郎と同学年の息子・伸一（西原信裕）がいる。
「日曜日にメガネをかけるのはイギリス人っぽい」という霧山の価値観には同調していた。
15年前から容姿が変化していない。
管理人
演 - グラシアス小林
宅配便
演 - 森田ガンツ

### 第二話
上総武市における水泳オリンピック選手とコーチの不倫の末の無理心中事件 平成3年1月15日発生
藤山しおり
演 - 池脇千鶴（小学生時代：宮澤あかり）
元水泳選手。藤山一子の妹。水泳選手だったが、現在は引退して水泳のコーチをしている。
会話中に「はい」と頷く癖があり、霧山からは「うそや隠し事の現われ」と推理された。
藤山一子
演 - 塩山みさこ
元水泳選手。15年前はオリンピック代表候補だった。
15年前、何者かによって橋から突き落とされ、死亡。コーチの小原とは不倫関係の噂があった。
小原（こはら）安雄
演 - 田中要次
元水泳コーチ。一子としおりのコーチだった。
15年前にガス爆発により死亡。一子とは不倫の噂があった。
山村荘八
演 - 佐藤蛾次郎
一子と小原の事件を担当していた刑事。イチイチ動きが大袈裟でギャグが古い。
「小原が一子を突き落とした後、ガス自殺をした」と推理したが、矛盾点が多い。
三日月がお気に入りのようで、セクハラまがいの発言をしていた。
名前は山岡荘八のもじり。
藤山光二郎
演 - 岡本信人
しおり・一子姉妹の父。
小原の人間性を信頼しており、犯行を疑問視している。
小原和恵
演 - 片桐はいり
小原の妻。
ある理由から夫の浮気を信じていなかった。
霧山の「えー」に異様に反応していた。
優勝じじい
演 - 成瀬労
遺体の第一発見者。
「何かの優勝カップで川の水を汲む」のが日課のホームレス。
味見和三郎
演 - いか八朗
「味見電器店」の元店主。
15年前、一子と同日に病死している。
味見啓之助
演 - 村松利史
「味見電器店」の現店主（和三郎の息子）。
自分が独身であることを異常に強調してくる。
電話の応対から、行きつけの水商売のお店ではホステスから「ミウミウちゃん」と呼ばれている。

### 第三話
センター東駅における丸閥商事社員轢死事件 平成3年1月18日発生
藤沢道子
演 - 緒川たまき
旧姓は浜野。駅売店の元店員。現在生け花教室を開いている。
15年前、町田が死亡したのは事故死だと証言した。
町田拓二
演 - 大西武志
「丸閥商事」元社員。
15年前、駅のホームから転落し、電車に轢かれて死亡。直前には不正献金疑惑が噂されていた。
藤沢郁也
演 - 田中哲司
「丸閥商事」社員（町田とは同期）。
町田が死亡した時には同じホームで電車を待っていた。
当初、町田に不正を知られて殺害したと疑われていた。
坂崎みきこ
演 - 山崎えり
生け花教室の生徒。
道子のことについて霧山に情報を提供するが、その際に霧山を誘惑した。

### 第四話
犬吠埼温泉「湯けむり」殺人事件 平成3年1月29日発生
アヤメ旅子
演 - 永作博美
長年続いている人気サスペンスドラマ「アネゴ探偵」の主人公・寂水先生を持ち役としている女優。
白河の死の真相を探る霧山を話題作りに利用しようと画策し、霧山に色仕掛けをする。
白河湯舟
演 - 広田レオナ
寂水先生役の前任の女優。かつては「サスペンスの女帝」と呼ばれていた。
15年前、撮影中に崖から転落して死亡。
わがままな性格で、スタッフや当時は助手役だった旅子にいつも当り散らしていた。
役名の由来は「白河夜船」。
黒田史郎
演 - 柳ユーレイ
ドラマの録音スタッフ。旅子の元婚約者。
湯河原雄二
演 - 麿赤兒
サスペンスドラマの寂水先生シリーズを20年間担当し続けている監督。
役名の由来は湯河原温泉（助監督の名は伊香保）。
白河
演 - 須永慶
湯舟の夫。寂水先生シリーズのプロデューサー。
市河浩之
演 - 本多隆二
寂水先生シリーズの制作部スタッフ。
山本
演 - 櫻庭博道
寂水先生シリーズのAD。
犬吠埼温泉スタッフ
演 - 大口広司
事件当時の撮影現場での白河の傲慢な言動や、旅館内でのアヤメ、白河、黒田の会話を霧山に情報提供した。

### 第五話
本郷高志変死事件 平成3年2月14日発生
本郷雪絵
演 - 奥菜恵
本郷の妻。職業は女医。
「可愛いものアレルギー」で、当時あまり知られていなかったピーナッツアレルギーの本郷と共感して結婚したが、事件当時夫婦仲は冷え切っており、毒殺が疑われた。
事件当日が結婚記念日で、ずっと朝から料理を作り続けていたと証言。
三日月からは「2月の月のように冷たい女医」と表現される。クールな性格で「ひらひらフリルのついたドレスや熊のぬいぐるみは嫌い」らしい。
飼っている犬の名前はトン吉・チン平・カン太（名の由来は『魔法使いサリー』の登場人物である花村よし子の三つ子の弟の名から）。
及川正義
演 - 東幹久
本郷の元付き人。かなりの熱血男。「見た目によらず家庭的」な人で卵酒は絶品（霧山から絶賛された）。
訪ねてきた霧山のことは「男らしい」として気に入っていた。
現在は「ガッツ物産」という会社を経営しており、本郷グッズを販売している。
本郷高志
演 - 乃木涼介
「男の生き様」をテーマにした熱血的なロック歌手（SOBU RECORD所属）で、バンダナ、サングラスと下駄がトレードマーク。
15年前、王様ゲームでタレントの夏川リナとキスをした後、謎の死を遂げた。
現在もカリスマ視され、熊本や十文字など、総武署員にもファンは多い。
名前は『仮面ライダー』の本郷猛のもじり。
15年前、当時としては珍しいピーナッツアレルギーを患っていた。
夏川リナ
演 - 椿鮒子（15年前：飯沢もも）
15年前、本郷とキスをしたタレントの卵。
現在はストリップの踊り子で、当時の面影が残らないほど太っているが、ガムを噛むと顎の筋肉がメタモフェキサに作用し、10秒間だけ15年前に戻れる。
ガムを口の中で結ぶことができる。
亀田
演 - 佐藤正宏
カメラマン。

### 第六話
整形逃亡犯事件 平成3年2月14日発生（時効前の未解決事件）
レイコ
演 - 森口瑤子
現在はスナック「私」を経営。本名は茗荷谷かよ子。兵庫県出身。口ずさむ曲は『もしも明日が…。』。
15年前に夫を殺害し、顔を変え、自分の娘とともに逃亡していたが、あることを心に決めていた。
駄洒落に弱く、笑いのツボにはまるとしゃっくりが止まらなくなり、酔うと播州弁をこぼし始め、語尾に「なーんちゃって」をつける（これらの癖は指名手配のポスターにも「特徴」として書かれた）。
耳を動かすことができ、くしゃみをした際には必ず誰かに自分の噂をされていると思い込んでいる。
真弓
演 - 吉高由里子
レイコの娘。女子高生。
三日月の霧山への好意など、いろいろなことに「うすうす」気がつく。
霧山との初対面時には万引きをしていたが、霧山に諭されたことで改心する。
母親の顔が整形であること、昔の顔が手配写真にそっくりであることには気付いていたが、黙っていた。
カオル
演 - 桂亜沙美
真弓の友達。女子高生。
大森妙子
演 - 山口みよ子
15年前の連続女子大生殺人事件で娘・今日子を殺された母親。「時効事件における被害者側の悲しみ」は霧山に己の趣味の不謹慎さを感じさせた。
「あづさ薬局」の店員
演 - 大森博史

### 第七話
総府武中市平成三億円事件 平成11年2月24日発生
秋津聡子
演 - 葉月里緒奈
「私の貞淑さは折り紙つき」な3人の子持ちの主婦。趣味は発明。三日月曰く「コロッケ女」。
時効管理課に「7年前に起きた『平成三億円事件』の犯人は自分だ」と電話をし、霧山に対し遺留品の返却を求める。
趣味で作ったのか、部屋の片隅にはタイムマシンがある（三日月がいじっていたら中から落ち武者が出てきた）。
子どもたちの手前、「訊きたいことがあるんでしたら隠語でお願いしますね」と言った。
秋津ツヨシ
演 - 林凌雅
聡子の息子。もうすぐ誕生日の6歳児。
兄弟の中では1人だけ夫の連れ子で髪質が違う（天然パーマ）。
大宮夏美
演 - 松井涼子
主婦。聡子とは「発明友の会」で知り合った友人。
1年前に亡くなっており、亡くなる前には「リバーシブル爪楊枝」なるものを発明し、特許を取得し、「大宮ビル」を建てたらしい。
大宮敏彦
演 - モロ師岡
発明サークル「大宮オフィス」主宰者。夏美の夫。自称「平成のエジソン」。
聡子とは「焼けぼっくいに火がつく」ような関係だったらしい（一度だけ過ちを犯した）。
伊東友彦
演 - 田山涼成
7年前の事件の際に奪われた現金輸送車の運転手。
実は羽田とは不倫関係にあった。
羽田和枝
演 - 野口かおる
7年前の事件の際、現金輸送車に同乗していた女性。
実は伊東とは不倫関係にあった。

### 第八話
厳毛森における女子高生スカーフ絞殺事件 平成3年3月3日発生
関ヶ原弥生
演 - 櫻井淳子
朝日ヶ丘大学数理学部助教授。律子の同級生で親友だった。律子曰く「クソ真面目」。
国語が苦手で言葉の言い間違いが多い。数字など、はっきりしたものが好きで言葉や文章を読むのは嫌い。「あいまい」のことを「まいまい」と言う。
「はぁ」などの曖昧な返事や「あれ」などの指示語も嫌いで霧山にはキツく当たった。
立花律子
演 - 真木よう子
羚羊（かもしか）高校に通う女子高生。「森の荒熊」の常連。
15年前、朝日ヶ丘大学合格発表日の夜に森の中で殺害された。
破天荒な性格で、歌詞の分からない歌を平気で歌ったり（分からない部分は「なんとかかんとか」等で埋める）、突拍子も無いことを言っては弥生を困らせていた。
「森の荒熊」マスター
演 - 廣川三憲
律子と弥生が合格祝いをしていた喫茶店「森の荒熊」のマスター。
前向性健忘症のため、記憶が数十分しか保てず、日頃から出来事をノートに書き留めたり、出会った人物の写真を撮るなどしている（記憶が保てないため、筆跡もコロコロ変わる）。
店の名前は『森のくまさん』の歌詞を間違った意味で覚えていたことに由来。
品川
演 - 綾田俊樹
羚羊高校時代の担任教師。
クリーニング屋（洗濯舗）のおばさん
演 - 根岸季衣
クリーニング屋「はつ」の店主で喫煙者でもある。
カビの生えた食パンが床に落ちていたり、ゴキブリが出たりしており、クリーニング屋なのにやけに汚い。
ゴーゴリを雇って20年になるが、彼の話すロシア語はまったく理解できておらず翻訳も適当だった（キリル文字の発音くらいは分かる様子）。
ゴーゴリ
演 - トルシン・イゴール
クリーニング屋「はつ」で働くロシア人。
クリーニング屋には20年間雇われているが、ロシア語しか介せない。
ニコライ・ゴーゴリと同じ名前であることを誇りに思っており、ゴーゴリの作品を霧山に薦めた。
トンプク
演 - 清水宏
弥生の想像に出てくるラジオパーソナリティ。
律子の過去の経験に照らし合わせた弥生の想像で、弥生が事件当時にこのパーソナリティのラジオプログラムのハガキ職人であったため。
助手
演 - 野間口徹
弥生の助手。
山崎晋也
演 - オダギリジョー（二役）
無職の男で変質者でもある。
15年前の事件で犯人だと疑われたが、同時刻に別の強制猥褻事件を起こしたとして逮捕され、殺人事件の犯人からは外された。
霧山にそっくりだが、髪型が違う。刑期を終えて出所し、再び下着泥棒事件を犯し、総武署内に「霧山＝変態疑惑」を巻き起こす。

### 最終話
日本のアマデウス殺人事件 平成3年1月27日発生
冴島翠
演 - りょう
作曲家。15年前、総武女子芸術大学生当時は雨田の恋人だった。
事件後は1年に1曲ずつピアノ曲を発表しており、世界的に評価されている。
身のこなしが軽い。かけている眼鏡はよく曇る（霧山曰く「心が曇れば眼鏡も曇る」）。
「日曜日にメガネをかけるのはイギリス人っぽい」という霧山の価値観に同調していた。
雨田（うだ）潮
演 - ROLLY（小学生時代：濱添麟太朗）
15年前に殺害された天才作曲家。生前に発表されたピアノ曲はわずか2曲に過ぎないがその曲は現在でも親しまれている。
酒や女でのトラブルが多く、奇行癖があったため、モーツァルトになぞらえる評論家もいる。
サリエリというダイイングメッセージとともに他殺体で発見される。
名前の由来はモーツァルトのミドルネーム（および、モーツァルトとサリエリを題材にした演劇・映画のタイトル）である「アマデウス」。
リチャード・チェンバレン
演 - イアン・ムーア
翠の夫。職業はデザイナー。イギリス人。日本語が堪能（霧山と初対面時には「袖ふれあうも他生の縁ですね」と言ったほど）。
第一話で謎だった「日曜日にめがねをかけるとイギリス人みたい」の謎を解いてくれた（が、意味不明である）。
占部
演 - 鳥肌実（小学生時代：半田航太郎）
ヤクザの組長。雨田とは小学校からの同級生。ガキ大将であり、恋愛のトラブルから雨田に私刑を加えたこともある。「サリエリ＝被害者と確執があった男性」として一時疑いがかかった。
アンズ
演 - つぐみ
15年前は風俗店「火遊び」に勤めていたホステス。雨田の浮気相手。
自分よりも音楽に熱中する雨田には不満を抱いていた。
現在は娘と2人暮らし。
潮
演 - 河原実咲
アンズの娘。バイオリンを習っている。父親は雨田らしい。
林田
演 - 笹野高史
塩砦温泉近くの派出所に勤務する警察官。第一話に登場した林田巡査の兄。間違えて霧山を「雲山」と呼んだ。
「ソーセージは曇りの日に食べた方がおいしい」という霧山の価値観には同調していた。
みの虫男
演 - 村松利史
15年前の事件の死体第一発見者。趣味はみの虫のように蓑にくるまって橋からぶら下がること。既婚。口癖は「いいよね?」。第二話に登場した味見啓之助の失踪した兄（味見電器店の帽子を被っていることが確認できる）。
15年前はやかんを使用していたが、現在は湯沸かしポットになっている。
「3月にはちゃんと確定申告をしている」らしい。
木田次郎
演 - 三谷昇
音楽分析の専門家。雨田研究の第一人者。
霧山に雨田と翠の音楽性の共通点を教えてくれた。
役名はキダ・タローのもじり。
芸術大学教授
演 - 加藤淳
翠が通っていた総武女子芸術大学の教授。「翠の回想」という形で、1シーンのみ登場。

## 帰ってきた時効警察・各話のゲスト

### 第一話
由良木町代議士殺人事件 平成4年4月1日発生
榎田美紗子
演 - 麻木久仁子（小学4年生時：小林愛里香 / "毒が抜けた後"：國行しげ美）
テレビ夕日「ニュースの林」のキャスター。
15年前の事件の容疑者とされていた剣道の無実を証明したため、当時は駆け出しだったが、15年経ち、現在では局を代表するキャスターとして有名である。
時間には非常に厳しく、ストップウォッチを携帯しており、霧山のことは終始呼び捨てで高圧的。
便秘気味らしく、その点から霧山は犯人であると確信した。
気に入らない人物には圧力をかけて左遷させる（飛ばす）ことから、異名は「エアガン」。
剣道清彦
演 - 温水洋一
15年前に福原と対立する政党議員の秘書だった。福原が殺された際、壊れた時計が差していた時間に現場を訪れていた為に一度逮捕されるも、福原の時計が10分進んでいたことを突き止めた榎田によって冤罪を晴らした。又来とはたまたま同窓生。落ちぶれてからは、くたびれた白いランニングシャツを部屋着にしている。
福原健一
演 - あべかつのり
15年前に殺害された国会議員。
相馬一兵
演 - 森下能幸
テレビ夕日の社員。ある番組で松岡クリスティーヌと組んで仕事をしていた為、榎田によって雑用部署に飛ばされる。ある日競馬場で、代表で馬券を買った三日月に話しかけ「3-8が当たる」と言われ真似して買ったところ（「3-8、1億円」と言っている）、的中。三日月に感謝している。
松岡クリスティーヌ
相馬と組んで仕事をしていたが、その存在を快く思わなかった榎田によって相馬共々左遷される。アメリカの一流大学を卒業した才女で榎田の2年後輩。劇中には名前のみ登場。
笠松ひろみ
演 - 東ちづる（特別出演）
第1シリーズの第一話で霧山に15年前の殺人事件を暴かれた有名な家庭料理研究家。
『霧山に渡された「誰にも言いませんよカード」をゴミ箱に捨てた翌日、そのカードが寝ていたベッドの隣に戻っていた』という霧山の嘘の回想で再登場した。
五所河原洋
演 - 三島ゆたか
テレビ夕日のスタッフ。榎田に便秘薬を買いに行かされていた。
台詞の最後には常に「五所河原です（でした）」とつける。
作業員
演 - 蛭子能収
「総武開発」北出張所の作業員。15年前、現場へ向かう剣道の車を目撃した。普段はとても暇であるらしく、スイカの種で森鷗外の像を作るなどしている。
よのすけ
演 - 不破万作
冒頭、三日月の妄想で登場した漁師。
セスナ機の操縦士
演 - ランディ・マッスル
15年前の事件当日、セスナ機で現場周辺を飛び、測量用の写真を撮っていた。制汗剤を常用している。

### 第二話
総武銀座闇の帝王殺人ナンバーワンホステス逃走事件 平成4年4月7日発生
吉良綺羅
演 - 市川実和子
高級クラブ「Em（イーマイナー）」の経営者。
15年前に権現三郎が刺殺されているのを発見し、その時のショックでPTSDとなり、事件の記憶をほとんどなくしている。
カラカラと音がするものが嫌いで、クラブではカクテルを出していない。
クラブにいる時には言葉遣いが丁寧だが、普段の言葉遣いは男っぽい（霧山のことは呼び捨て）。また「おっ」と奇声を発するのが癖。
吉良深雪
演 - 銀粉蝶
吉良綺羅の母親。権現三郎の内妻で、総武銀座のナンバーワンホステスの座を争っていた。
15年前の事件直後に行方不明になっており、警察は彼女の行方を捜査していたが、発見できず、時効が成立した。
お婆ちゃん
演 - 銀粉蝶（二役）
吉良深雪の母親。
霧山と三日月が事件について聞きに訪れたものの、年齢を重ねており、事件のことについてはほとんど覚えていなかった。
霧山らには火鉢で炙ったマシュマロを振る舞いながら「おいしくない」と断言していた。
やたらと声が高い。
権現三郎
演 - 赤星昇一郎
15年前に小型のハサミと思われる凶器で刺殺された、総武銀座の裏社会を牛耳っていた「闇の帝王」と呼ばれた人物。
背中にはタコの刺青を彫っている。
ノブユキ
演 - 堀部圭亮
霧山の高校時代の同級生で、オカマのナターシャという名前で通っている（「ナターシャ」の語源は、足の裏が臭い事を表す「納豆足」から）。綺羅の行きつけの店を霧山に紹介する。元野球部で、5年前までは実業団に入っていた。高校時代ずっと霧山に好意を抱いていた。
鬼八郎
演 - 志賀勝
元刑事で、15年前の事件の捜査を担当していた。
強面の風貌と日本的な住まいの雰囲気とは裏腹に、霧山らにはカモミールティーやチーズフォンデュを差し出しながら「うまくないだろ?」と確認を求めていた。
楓
演 - 矢沢心
高級クラブ「Em」で働くキャバクラ嬢。彼女に電話をかけてきた相手が「ミュウミュウちゃん」と名乗っていたことから、第1シリーズ第二話で登場した味見電器店の店主・味見啓之助のお気に入りと考えられる。携帯の着信音は「歌舞伎町の女王」（椎名林檎）。
毛皮男
演 - 村松利史
総武銀座をテリトリーとしているヤクザで、「Em」の用心棒。4月なのに冬に着るようなぶ厚いコートを着ている。第1シリーズ第二話に登場した味見電器店の店主・味見啓之助とは親戚関係。アザラシ皮製のポーチを愛用。
田中社長
演 - 志賀廣太郎
霧山達が初めて「Em」を訪れた時に接客を受けていた客。店のルールでカクテルが出ないことに腹を立てて「わしは帰る!（三日月を指差し）君はカエルだ!」の捨て台詞を残して帰っていった。
抽選会場の店員
演 - 森田ガンツ
霧山を見て「どこかでお会いしましたっけ? 私が運送屋さん時代に」と聞いたが、霧山は「さぁ?」と答え気づかなかった。

### 第三話
沈みがち人形殺人事件 平成4年4月14日発生
バタンキューすべて逆さま事件 平成17年6月10日発生（時効前の未解決事件）
尾沢ミツコ
演 - 杉本彩
15年前に「沈みがち人形」を作って大ヒットさせ、2005年には「バタンキュー人形」、2007年時点では「プクーちゃん」を大ヒットさせた作家。
衣服がゴージャスで、自宅も「沈みがち人形」をヒットさせた時に建てた大豪邸「プクー御殿」である。
「時効事件に関わるのは面倒くさい」との理由から「15年前の事件の犯人は自分だ」と冗談めかす。
霧山を「霧山ちゃん」と呼び、「いい男だ」と褒め、誘惑していた。
動揺したり少しでも油断すると名古屋弁が出てしまうらしく、口癖は「バッチグー（よ）」。
清原みつよ
演 - 満島ひかり
15年前にミツコと一緒に「沈みがち人形」を作った人物。自宅で謎の転落死をし警察が捜査したものの、迷宮入りし時効が成立。調理中のフライパンを床に放置したまま忘れて、挙句に火傷をするなど、かなりおっちょこちょいな部分がある。
キリコ
演 - 不二子
15年前からのミツコとみつよのアシスタント。現在ではミツコのアシスタントを続けている。十文字曰く「性格悪そう」。
三津屋小百合
演 - 早川実緒
ミツコと共に新キャラ「バタンキュー人形」を生んだ新アシスタント。2年前にミツコの自宅で階段から転落死した。十文字がこの事件を担当しているが、謎が解けずに未だに事件を解決できないままとなっている。
蘭
演 - 三津谷葉子
ミツコのアシスタント。プクーちゃんの真似ばかりしている。
ザ・ウルトラトップ本部長（トップシークレット本部）
演 - 黒部進
Top Secret Police（TSP）の本部長。ミツコの事件や霧山の不審な行動（＝趣味の時効事件捜査）を調査するよう内偵者6と9に命じる（が、指示の内容は曖昧）。
事件の裏には「CIAやKGB、バチカンの秘密結社等が関与しているの」という大袈裟すぎる予想を立てている。
組織の詳細は不明だが、警察署に乗り込んできて警察官を尋問したり、刑事事件の捜査を指揮する程度の公然性はあるらしい。
内偵者6（トップシークレット本部）
演 - 深水元基
内偵者9（トップシークレット本部）
演 - 長谷川朝晴
Top Secret Police（TSP）の内偵者。ミツコや霧山の調査を命じられ、尾行や盗聴、尋問等を行う。最終的に霧山を「世界一の名探偵」と褒めちぎっていた。
本部長秘書（トップシークレット本部）
演 - 上村愛香

### 第四話
本格女流推理小説家密室殺人事件 平成4年4月20日発生
スリープ玲子
演 - ともさかりえ（中学時代：大野真緒）
本名、卯月玲子。卯月善の娘で「卯月ヒプノセラピークリニック」を経営する催眠療法のセラピスト。三日月の中学時代の親友でもある。中学時代にはすでに催眠術の本を読んで催眠術の知識を得ていた。三日月の乗ったタクシーにクリニックのチラシを置かせてもらっているが、そのイメージキャラクターは沈みがち人形のパクリっぽいイラストだった。
玲子のアシスタント
演 - 安藤玉恵
三日月に「歌手になる」「小倉を皮切りに全国62ヶ所のツアーに出かける」という催眠術をかけた。肩に触れただけで催眠術をかけることができる。
七海奈美
演 - 村岡希美
女流推理小説家。15年前の密室殺人事件の被害者。享年34。代表作は『あれは事故』『点と天』『地下の歯』『京都の旅』『高田の家』など。島の巨人推理小説賞受賞。
七海象次郎
演 - 市川しんぺー
奈美の元夫。卯月善の元担当編集者。サウナで謎の死を遂げる。
卯月善
演 - 矢崎滋
推理小説家。玲子の父。星野が来る度なぜか対応が変わる。代表作は『ずるっこいやつら』。島の巨人推理小説賞の選考委員も務めていた。
中村鵺人
演 - 浅野和之
事件当時の七海担当の編集者。七海奈美の第一発見者の1人。髪型が頻繁に変わるが、本人はそれを自覚していない。
多胡敏吉
演 - 廣川三憲
事件当時の七海奈美の使用人。七海奈美の第一発見者の1人。事件後、真実と結婚して屋敷の主人となった。廣川は第1シリーズ第八話に「森の荒熊」のマスターとしても出演しているが（上記記載）、それ以外の特別な関係はない。
七海真実
演 - 千葉雅子
奈美の妹。事件後、使用人の多胡と結婚し、屋敷を相続した。
星野トオル
演 - 島田曜蔵（中学時代：土屋シオン）
事件当時から高2までの玲子の彼氏。現在は魚屋の店主。学生時代とはかけ離れた姿(かなりの肥満体型)になっている。中学時代に三日月が渡したラブレターを今でも持っている。
三日月をはねた自転車の女
演 - 長田奈麻
ある朝、寝不足でボーッとしていた三日月がタクシーを捕まえていたところに猛スピードでやってきて、三日月をはねてしまう。その後三日月は大変散々な目にあう。
現場を通りかかったタクシーの運転手
演 - 玉置孝匡
自転車に跳ね飛され、怪我を負った三日月に「大丈夫ですか？」と声をかけた。
路上の手相占い師
演 - 池谷のぶえ
かなり当たる占い師。手相を見ている人だけでなく、そばにいる人や通りすがりの人の未来も当てられる。
真加出のカレシ
演 - サムエル・ポップ・エニング
アフリカ系の外国人。今回は諸事情で、真加出が最も会いたくなかった人。霧山に「良くないこと」を引き起こした当事者。

### 第五話
女優黒井桜子の神隠し事件 平成4年4月28日発生
黒井桃子
演 - 鶴田真由（小学生時代：松浦寿來）
もともとは黒井桜子と清純な双子姉妹として、朝の連続テレビ劇場『ふたりんぼ』で女優デビューした。三日月曰く「お化け屋敷みたいな家」に1人で住んでおり、家政婦やマネージャーを付けずに自宅兼事務所として活動している。桜子の事件後の現在は、ホラー映画に数多く出演し「平成のホラークイーン」、決めゼリフが「エコエコアザラ〜シ」の女優として認知されている。
黒井桜子
演 - 鶴田真由・二役（小学生時代：松浦愛紗）
桃子と共に女優デビューしていた。15年前に謎の死（失踪?）を遂げる。
白鳥その子
演 - りりィ（15年前：大村彩子）
15年前の黒井桜子の死体の発見者。元アイドル歌手。黒井桜子殺害の容疑者にされ無実になったが、取調べから年齢を10歳偽っていたことがバレてしまった。現在は喫茶店を営んでいる。桃子には丹波ゴローを取られてしまったことなどで、かなり根にもっている。
丹波ゴロー
演 - 三宅弘城
15年前はアイドルでありながら秘密裏に桃子と付き合っていた。現在はものまね教室を開いているが、教室の生徒には熊本課長（後半ではものまねで霧山の捜査を手助けしているシーンがある）がいる。
小野田
演 - 徳井優
映画監督。黒井桃子主演のホラー映画「呪いの晩餐会」の撮影に携わっている。ハンチング帽にメガホンを持つなど、いわゆるステレオタイプの「監督」スタイルである。同じ言葉を何度も語頭語尾で繰り返し使う。
住職
演 - 梅津栄
桃子と桜子が乳児期から預けられていた施設「ノビルの家」とお寺（墓地）の運営管理をしている。幼少期の彼女たちのことはよく覚えていたが、桃子が現在、「平成のホラークイーン」と呼ばれている女優であることは知らなかったようである。
総武撮影所守衛
演 - 谷津勲
15年前の事件現場である総武映画撮影所の守衛。事件を発見した白鳥がこの守衛に知らせに行ったが、スター俳優の迎え入れと警察関係者誘導が当時の守衛人員配置とシステムでは混乱をきたしてしまい、謎の失踪（謎の殺人）事件につながった。現場をみてひとこと「（桜子の死体が）ありゃあせんじゃあないか」と身も蓋も無いことを言う。

### 第六話
青春温泉旅館殺人事件 平成4年5月3日発生
寺島マユミ
演 - 西田尚美
青春温泉旅館の女将で自称54歳。実際には若く見え、青春温泉旅館の秘湯「若泉」が若さの秘けつと言っている。若泉源泉から作られた化粧品「ドリアングレイ」の商品開発、販売、広告で女性や神泉らの間で大人気である。15年前の初老フケミ死亡の件では容疑者に挙げられたが、警察は例によって立証できぬまま時効を迎えている。
初老フケミ
演 - 内田春菊
「若泉」源泉所有でマユミと対立していた旅館『老老旅館』の女将。15年前、マユミの経営する旅館の温泉水が水道水だという噂が流れた後に謎の死を遂げる。
寺島紀子
演 - 田井中蘭
マユミの娘。15歳。
つぼ師匠
演 - 山口美也子
青春温泉旅館のつぼマッサージ師。男物の中国服にサングラスという面妖な出で立ち。腕はいいとのことだが、霧山、十文字へのマッサージはつぼを押しているというよりはまるでプロレス技のようである。女将であるマユミと同い年だがかなり老けた風貌をしている。(本人曰く「若泉の湯に浸かっていないから」)
寺島裕子
演 - 田井中蘭
マユミの失踪したとされる娘。15年前の事件の後、失踪した。紀子とそっくり。

### 第七話
イノシシ主婦見間違い事故 それとも殺人事件なのか? 平成4年5月11日発生
御厨（みくりや）まさへ
演 - 国生さゆり
大間下村ママさんバレーチームのキャプテン。背番号は1。
15年前、弟の一路が自宅で死んでいるのを最初に目撃した。
村民は大らかでいい加減な人が多いが、ハキハキしていてキッパリした性格（口調は男っぽい）。趣味で何かをやる人間が嫌いでバレーボールには命を懸けている。
弟の一路も筋を通す人間だったらしく、「一本槍姉弟」と呼ばれていた。
一宮理恵子
演 - 宮地真緒
主婦。享年23。大間下村ママさんバレーチームの選手。背番号は12。15年前に猟友会がイノシシと間違い、誤って射殺されてしまった。まさへとは義理の姉妹の関係にある。15年前、コーチの関口ミッシェルと不倫していた。
一宮一路
演 - 山中崇
理恵子の夫。15年前、自宅の茶の間で猟銃自殺した。彼の自殺により、事故と処理されていた理恵子の件は殺人事件の可能性として再浮上、一路に容疑がかけられた。
まさへ同様、一本気な性格だったらしい。
村の駐在
演 - 高泉淳子
理恵子が関口ミッシェルと不倫をしていたことを霧山に情報として提供する。
仕事とプライベートをきっちり分ける主義。
面識もないのに熊本課長が元気か、と尋ねていた。
女性が演じているが、この駐在は男性の設定。
関口ミッシェル
演 - 加勢大周
大間下村ママさんバレーチームのコーチ。15年前の事件当時、理恵子の不倫相手であった。現在は、自分がモテすぎるからという理由で山奥にこもって生活しており、その住居に「メゾン・ド・ミッシェル」と仏語名を付けて、スプレーで記していたり、木の枝でエッフェル塔のようなオブジェを作ったりして、何かとフランスかぶれな面がある。
鳩子
演 - 由紀さおり
大間下村にあるスナック「鳩時計」のママ。まさへと一路の両親を知る人物。質問・ヨイショ・話をママに振ると少額の提供料を請求する。由紀さおりはオープニングのあいさつも担当している。劇中では「〜と言っても過言ではないのだ」「よろしくお願いします」などのセリフも。
尾行男
演 - 池田鉄洋
霧山を尾行する謎の男。趣味は自ら「のぞき」と断言。霧山のアパートに上がり込み、15年前の事件当時の記憶を「のぞきはしても、見間違いは絶対しない」と、これまた断言して、霧山に重要な情報を提供した。
ヨシ子
演 - 信川清順
イノシシ料理「風」の主人の妻。現在、ミッシェルと不倫している。
ヨシ子の夫
演 - 三宅重信
イノシシ料理「風」の主人。
画家
演 - 園子温
十文字にあらぬ疑いをかけられた男。
イエロー
演 - 横山あきお
ブラック
演 - 岸博之
ブルー
演 - 寺十吾
上記3名は猟友会メンバー。15年前の事件当時、理恵子をイノシシと間違って射殺したと疑われた1人でもあった。射撃は下手で三日月も狙われた。
大間下村村民
演 - 久保田磨希
まさへ、理恵子らと同じママさんバレーチーム選手の1人。現在の背番号は2番。

### 第八話
甲府町の豪邸強盗殺人事件 平成4年5月16日発生
東吉田八重
演 - 加藤治子
美幸の母。
左右対称を好んでおり、霧山のことは「田口」「金山」「一山」と呼んだ（左右対称なのが理由）。世界一を目指して両手の爪を伸ばしていたが、事件を機にばっさり切ってしまったらしい。
最近は物忘れが激しい。
佐伯多美子
演 - 松田美由紀
真一が殺されたときの第一発見者。当時は東吉田邸でメイドをしていたが、現在は「さわやかハウス」という施設で福田と同居しながらホームレスの支援をしている。三日月の顔にパイを投げたりと気性が荒い。
東吉田真一
演 - 二階堂智
悪徳不動産会社社長。15年前、自宅のベッドの上で刺殺された。
東吉田美幸
演 - 麻生久美子・二役
真一の妻。事件後に体を壊して病死。三日月と外見がそっくり。
東吉田里奈
演 - 手塚裕紀
真一と美幸の娘。右の二の腕にアザがある。
福田幸吉
演 - 河原さぶ
総武銀座に店を持っていた元寿司職人で、みんなからは福ちゃんと呼ばれている。元職人の癖なのか寿司を握る動作をする。いつも“NO MORE WAR”と書かれたTシャツを着ている。
動物園の飼育員
演 - 大森南朋
動物園で象の飼育員をしており、三日月が勝手に餌をやったことに怒っていた。曰く「オイ、勝手にエサやんなよ」。
夢の中のメッセンジャー男
演 - 南ひろし
三日月の夢の中に出てきた謎の男。三日月が大活躍できた要因の一つ。夢の中で三日月に重要なメッセージを送った。霧山が夢に現れたときの姿なのか、「女の子は夢を食べて生きている」と主張する三日月が本来持っている能力によるものか物語の中では不明のままである。
大きなホクロのある人
演 - 大崎章
三日月が東吉田家へ向かう途中にすれ違った、顔に異様に大きなホクロのある人。
クロちゃん
東吉田家で飼われている犬。黒くはないが左右対称を好む八重によってクロと名づけられた。東吉田家の人々に対してはおとなしいが、三日月のことは好きではない様子である。三日月は劇中で噛み付かれ、右腕にアザをつくった。

### 最終話
スペインの情熱 空飛ぶ楽屋泥棒殺人事件 平成4年6月23日発生
熱賀しおり
演 - 室井滋
スパニッシュギタリスト。15年前の事件当時はコンサートの真っ最中で、窃盗の被害にあったことすら知らなかった。情熱的な人物である。コドバシカメラのポイントを貯めており、カードを入れていた財布が証拠品として保管されていた15年の間にポイントが無効になってしまいショックを受けていた。
雪谷松男
演 - 升毅
ダンサーでしおりの夫。話がつまらなく、それがしおりの悩みである。レストランでたまたま居合わせた九門竜と、メタセコイアの話ですっかり意気投合していた。
鳥山清助
演 - 岡元次郎
コスプレ楽屋泥棒。15年前に何者かにしおりのコンサート会場の屋上から何者かに突き落とされる。転落した先のマンホールから足だけ突き出していた所をフェルト帽をかぶったセルの袴に下駄履きの剣道の師範に発見されるが、「飛ばされた」と言い残して死んでしまう。発見された時には楽屋から盗んだしおりの財布を手に持っていた。
林田巡査
演 - 笹野高史
15年前の事件を担当した警察官。第1シリーズ第一話以来の再登場。
九門竜
演 - 神保悟志
インターポール捜査官。元総武警察署刑事課のエースで、5年前にインターポールへ出向した。
話がつまらなく、つまらないアメリカンジョークやメタセコイアについて語るなどしていた（そして、その話が進むたびに三日月の体は薄くなっていく）。
三日月の元カレだが、今や霧山一筋の三日月にとって既に心ここにあらず、であった。
エンドー
演 - 松尾スズキ
オルゴール職人で、熱賀しおりの元マネージャー。間髪入れずに三日月を「ブス」と言う。趣味は圧縮。ふとん圧縮袋に入ったカステラを掃除機で圧縮する（三日月が異様なまでの興奮かつ関心を示す）。
本話を担当した三木聡監督作品『図鑑に載ってない虫』の登場人物である。
バレステロス
演 - クリス・アレックス
ギターの名手で、聴いたギターの演奏をその通りに演奏することができる。諸沢の知人。
アラブ人
演 - 星誕期偉真智
15年前の事件で、容疑者として取調べを受けた人物。

## 時効警察・復活スペシャルのゲスト
浦島町ガソリンスタンド火災事件 平成7年4月26日発生
美魔王藤原 / 沢村浩司
演 - 武田真治
71歳にして40代の肉体を持つ男として人気沸騰中のタレント。本名を藤原安二郎と偽装し続けている。
九品仏さやか
演 - 菊地凛子
美魔王藤原の年齢詐称疑惑を調べるライター。
沢村浩司と同じ予備校に通っていた。美魔王藤原に沢村浩司の面影があったため、美魔王藤原に近づいて取材している。
美魔王藤原の真相が明らかになったあとは海外で暮らしている。
背黒岩夫
演 - 渋川清彦
美魔王藤原のマネージャー。
8年前に高知県の農場で美魔王藤原を発見したテレビ番組を演出していた。
ずぶ濡れニンゲン
演 - 森下能幸
浦島ガソリンスタンドの元従業員。事件後はすぶ濡れになり続けている。
猪股
演 - スマイリーキクチ
浦島ガソリンスタンドの元オーナー。10年前に別の町で亡くなった。
ナスB
演 - なすび
8年前、高知県の農場で美魔王藤原を発見したテレビ番組の取材担当。全身が茄子紺色をしている。
コードリー
演 - 本人（八木良、オットリー春日）
美魔王藤原とバラエティ番組で共演したお笑いコンビ。
ハリー杉山
演 - 本人
美魔王藤原と共演したラジオDJ。
ミツコ・ラグジュアリー
演 - ナジャ・グランディーバ
美魔王藤原と共演していたオネエタレント。
ナレーター
演 - 窪田等
美魔王藤原が出演した劇中のドキュメンタリー「熱血半島」でナレーションを担当。
針巡査
演 - 笹野高史
第1シリーズ第一話で登場した林田巡査と瓜二つのうらしま交番勤務の警察官。林田巡査のいとこにあたる。
見た目は老けているが、実は40歳。
沢村加奈子
演 - 余貴美子
時効になった「浦島町ガソリンスタンド火災事件」で焼死した高校生・沢村浩司の母親。
藤原安二郎は離婚した元旦那の弟。
事件の1年後に自殺したと見られたが、彩雲の調べで心の駆け込み寺でひっそり暮らしていることが明らかになる。
藤原安二郎
演 - 武田真治
実際の「浦島町ガソリンスタンド火災事件」で焼死した被害者。

## 時効警察はじめました・各話のゲスト

### 第一話
総武のウタマロ 内縁の妻と同時死事件 平成6年2月26日発生
神沼美沙子
演 - 小雪（小学4年生時：岩崎未来）
「阿修羅の水」の2代目教祖。
小学4年生のときに絹枝に霊感があると思い込まれ、修行を強いられた。
花崎新一
演 - 六角精児
美沙子に思いを寄せる「阿修羅の水」の信者。美沙子の高校の同級生。
要玲蔵（かなめ たまぞう）
演 - 村松利史
「要水産」の社長。乱れた女性関係から「総武のウタマロ」と呼ばれた男。
絹江の遺体と同時刻に自宅で一酸化炭素中毒による遺体で発見された。
しばらくの間、遺留品は「要冷蔵」して総武警察署に保管されていた。
神沼絹枝
演 - 伊勢志摩
「阿修羅の水」の初代教祖。美沙子の母。要玲蔵の愛人。
「要水産」の冷凍倉庫に凍死体で発見された。
麦藁
演 - 根岸季衣
「総武のウタマロ 内縁の妻と同時死事件」担当の元刑事。新人時代の熊本の指導係。
刑事を退職後は山中で暮らしている。
ラーメン店店主
演 - 浅見千代子
行列のできる「山菜ラーメン くさむら」のラーメン店店主。
チョロリ
演 - ふせえり
本話を担当した三木聡監督作品『図鑑に載ってない虫』の登場人物。風船を売っていた。

### 第二話
有名ミステリー作家 密室殺人事件 平成6年8月12日発生
日下部秋斗
演 - 向井理（25年前：城桧吏）
“ミステリーの貴公子”と呼ばれ、写真集やCDまで出しているほど人気者。
光晴が亡くなった後に、作家デビューする。
自身に容疑をかけられた際、霧山の数種のトリックの説明に対して、三日月と彩雲は否定するが、説明には納得するものの結局否定する。
日下部光晴
演 - 古舘寛治
秋斗の父でミステリー作家。
25年前、自宅の書斎において鍵をかけた密室でナイフで刺された状態の遺体で発見された。
亡くなる直前はステージ4の悪性脳腫瘍だった。
君島雪絵
演 - 大島蓉子
日下部家のメイド。
霧山と三日月にこっそりと事件時で起こった詳細を話したが、話すうちに声が大きくなってしまう。
日下部遥
演 - 富山えり子
秋斗の妹。
光晴が亡くなってから極度の人見知りとなり、言葉を発さなくなる。
芝浜保
演 - マギー
秋斗と光晴の編集担当。鼻水は手鼻でかむ。
霧山と三日月に秋斗と光晴の仲が悪かったと話す。
日下部静子
演 - 小林音子
秋斗の母。光晴が亡くなる1年前に、心臓疾患で亡くなった。

### 第三話
琴吹町子の婚活パーティー BBQ殺人事件 平成6年9月25日発生
琴吹町子
演 - 中山美穂
婚活アドバイザー。本名姓は城崎で旧姓は武田。東風大学卒業。
城崎に一目惚れしたことがきっかけで、婚活アドバイザーの道に進む。
後藤が城崎を連れてきた際は、彼の幸せを願って全力でサポートする。
城崎が殺害事件の容疑にかけられた際は、アリバイの証言をした。
城崎公彦
演 - 別所哲也
町子の夫。事件当時は無職だった。
後藤が遺体として発見されたことで、婚約者として殺害事件の容疑にかけられたが、アリバイがあったため、疑いが晴れる。
城崎圭介
演 - 結木滉星
城崎夫妻の息子。
後藤紗良
演 - 安藤聖
城崎公彦の婚約者で、町子が教えている婚活プログラムのプレミアム会員。帰国子女だったため、英語混じりの言葉遣いをする癖をもつ。
町子主催の婚活BBQパーティーで、城崎が無職であることが分かり口論する。その後、「mistake」のダイイングメッセージを残して、遺体として発見された。
田島貴
演 - 岩谷健司
東風大学理工学部電気工学科教授。かつてはゼミで城崎を教えていた。
町子が城崎を眺めているのに、自身に気があると思い込んでいる。

### 第四話
「ロマ止め」1カット殺人事件 平成6年9月21日発生
折原千香子
演 - 中島美嘉
「ロマンティックを止めるな」で超人気になった女優。瓶の牛乳が大好物。
女優としての仕事が激減し、現在の唯一の仕事はCMでかぶりものをかぶったキャラクターに出演だけとなっている。リメイク版「ロマンティックを止めるな」で再び主演で出演している。
唐沢浩一郎
演 - 津田寛治
「ロマンティックを止めるな」の映画監督。
撮影中にナイフで刺された状態で遺体として発見された。
水野
演 - 川島潤哉
リメイク版「ロマンティックを止めるな」の映画監督。
オリジナルの「ロマンティックを止めるな」にも出演した。
岸田
演 - 板橋駿谷
リメイク版「ロマンティックを止めるな」の映画助監督。
オリジナルの「ロマンティックを止めるな」にも出演した。セリフを飛ばす癖を持っている。
旅館の女将
演 - 清水よし子
「ロマンティックを止めるな」、及び、リメイク版「ロマンティックを止めるな」の撮影で、関係者が宿泊した旅館「つるや」の女将。
霧山たちに時効事件の真相を話す。
加藤茶
演 - 本人
旅館「つるや」の宿泊客。

### 第五話
ラジオお笑い芸人殺人事件 平成6年8月14日発生
村瀬夏歩
演 - 趣里（幼少期：石川令菜）
超人気お笑い芸人だった父を時効事件で亡くした娘。父と同様のアレルギー体質で、丸いものを口に入れるとすぐに飲み込む癖を持っている。
栗原を憎む母の影響を生まれる前から受けており、栗原の事になると強い憎しみと怒りを持った表情に豹変する。
栗原から送られた生活費は、毎年のこどもの日にお笑い芸人たちが全国の児童養護施設に行ってお笑いライブを行う費用に遣っている。
彩雲とはSNSを通じて知り合い、親友の間柄になる。
栗原くりごはん
演 - 鈴木もぐら（空気階段）
伝説のコント師ユニット、「マリリン」のボケ担当。
相方の村瀬の死後から単独で活動し、スターとなる。
ギャラの半分を夏歩に送り続けている。
村瀬ベルギーワッフル
演 - 水川かたまり（空気階段）
伝説のコント師ユニット、「マリリン」のツッコミ担当。「マリリン」のネタ作りはすべて自身が行う。夏歩の父。
そば・ゴム・キノコのアレルギーを抱えていた。丸いものを口に入れるとすぐに飲み込む癖を持っていた。
ラジオの生放送中にアナフィラキシーショックを受けて死亡した。
安田
演 - 前野朋哉
栗原の個人事務所の社長。事件当時は大学生で放送作家見習いをしていた。
中村
演 - 野間口徹
伝説のコント師ユニット、「マリリン」の元マネージャー。
ダンディ坂野
演 - 本人
事件当時は「マリリン」の出待ちをしており、村瀬の声を聞いたときに「ゲッツ!」の言葉がひらめき、のちに売れっ子芸人になる。村瀬を心の師匠としていると噂されている。
ユリオカ超超特Q
演 - ユリオカ超特Q（第六話）
プロレス解説者。栗原がMCをしている情報バラエティ番組でゲストとして呼ばれる。
木能古真朱（きのこ ましゅう）
演 - 増田朋弥
マッシュルームカットをしているテレビ夕日のAD。
夏歩の母
演 - 後藤ユウミ
夏歩の母で、村瀬の妻。
栗原が夫を殺害した疑いで憎み、夏歩を身籠っている最中ベルギーワッフルを食べながらテレビに映る栗原を睨みつけていた。
瀬尾
演 - 岡野陽一（第六話）
ラーメン店「ラーメン巨匠」の店主。趣味は競馬。
番外編の「刑事課・彩雲真空」に先駆けて登場する。

### 第六話
人気プロレスラータイトルマッチ殺人事件 平成6年8月11日発生
枕木葵
演 - 寺島しのぶ
プロレス団体「気合プロレス」のCEO。猿又からは「お嬢」と呼ばれている。
CEO就任前はアメリカのメジャープロレス団体「UWE」のプロレスラーだった。得意技はジャーマン・スープレックス。語尾に「っていうの?」をつける口癖は、その頃に身についたものである。
父の遺志を継いでCEOに就任し、倒産寸前だった「気合プロレス」にエンターテインメントを取り入れて、人気プロレス団体に押し上げる。
シューレス猿又
演 - 柳葉敏郎 
「気合プロレス」のレフェリー。
事件当時はレッドシューズ猿又の名で活動していたが、丸山のお別れ会を機に赤色のシューズを脱ぎ、現在名に改めて活動している。
高原本気（たかはら まじ）
演 - HARASHIMA（DDT）
「気合プロレス」のベビーフェイスレスラー。
高校生の頃に「気合プロレス」に入門し、丸山にケンカを売って歯が立たず、彼に弟子入りしてから師弟関係の間柄になる。
第五話劇中の情報バラエティで等身大パネルとして登場している。
丸山真剣
演 -  佐々木大輔（DDT）
元「気合プロレス」の看板レスラー。試合前は控室に必ず1人で集中している。
土倉が持っている「気合プロレスヘビー級王座」に挑戦し、王座奪回したあと仁王立ちのまま死亡した。死因は頭部強打による脳挫傷からの脳内出血。
葵が進めているエンターテインメント重視のプロレスに反対だった。
土倉髑髏（どぐら どくろ）
演 - 男色ディーノ（DDT）
元「気合プロレス」のヒールレスラー。現在は保育士をしている。
事件当時は「気合プロレスヘビー級王座」のチャンピオンだった。対戦した丸山とは犬猿の仲だった。
「気合プロレス」のヒールレスラー
演 - 樋口和貞（DDT）、山下実優（東京女子プロレス）
高原をベビーフェイスからヒールに方向転換させようとしている。

### 第七話
人気メガネ歌手蝙蝠ユキオ 謎の平行四辺形殺人事件 平成6年10月28日発生
桃瀬多恵子
演 - 檀れい 
「開運メガネ」が売れている「桃瀬メガネ」の社長。「開運パッカーん!」のキャッチフレーズを使ってCMに出演している。
実家は高知で眼鏡店をしていて、高校生の頃に流しをしていたユキオと知り合う。
日頃から運がないと言い続けている。
蝙蝠ユキオ
演 - 前野健太
メガネがトレードマークの一発屋歌手。多恵子の夫。
唯一のヒット曲が出たのち、13人もの眼鏡をかけた女性と付き合っていることを週刊誌に報道された。
ライブハウスの楽屋で平行四辺形の傷跡を残して死亡しているのを発見された。
吉田和夫
演 - 芹澤興人
バーテンダー。事件当時は音楽プロデューサーをしていた。
アイスピックを使って氷像を作ることが出来る。
事件の被疑者として取り調べを受けるが、小顔マッサージを受けていたというアリバイがあったにも関わらず、自身の顔の大きさにコンプレックスを持っていたため言うのを拒み続けた。
好子
演 - 福島マリコ
ユキオが13股していた相手の一人。
田端博
演 - 梶原善
ユキオが常連でライブをしていたライブハウスのオーナー。
衣功夫
演 - 嶋田久作
とんかつ屋店主。事件当時は刑事をしていて、事件の担当をしていた。階級は警部補。

### 最終話
聖ノストラダムス高校高飛び込み部コーチ転落死事件 平成7年4月発生
雨夜翔太
演 - 山﨑賢人 
スピリチャル雨夜と名乗り、動画配信サイトで次々と予言を的中させて有名になった予言者。
聖ノストラダムス高校時代は高飛び込み部員で美少年だったが練習中の事故により選手生命が断たれ退部。
朝霞鈴音
演 - 二階堂ふみ
雨夜の同級生。聖ノストラダムス高校時代は高飛び込み部員で美少女でもある。
味澤宙夫
演 - 染谷将太
雨夜の同級生。時効事件を予言される。
祷巫女彦
演 - 少路勇介
高飛び込み部のコーチ。
撞木
演 - 苅谷俊介
事件当時の担当刑事。
只野教授
演 - 松重豊
医師。事故により搬送された雨夜の救命処置をする。